# 2022年世界水泳選手権アンドラ選手団
2022年世界水泳選手権アンドラ選手団は、2022年6月18日から7月3日までハンガリーのブダペストで開催された第19回世界水泳選手権のアンドラ選手団、およびその競技結果。

## 選手団
- 人員: 選手 2人

## 選手名簿・結果
| 選手             | 種目               | 予選   | 予選 | 準決勝   | 準決勝   | 決勝     | 決勝     |
| 選手             | 種目               | 結果   | 順位 | 結果     | 順位     | 結果     | 順位     |
| ---------------- | ------------------ | ------ | ---- | -------- | -------- | -------- | -------- |
| ベルナト・ロメロ | 男子50m自由形      | 23秒29 | 53位 | 予選敗退 | 予選敗退 | 予選敗退 | 予選敗退 |
| ベルナト・ロメロ | 男子50mバタフライ  | 24秒34 | 43位 | 予選敗退 | 予選敗退 | 予選敗退 | 予選敗退 |
| トマス・ロメロ   | 男子100m自由形     | 52秒16 | 65位 | 予選敗退 | 予選敗退 | 予選敗退 | 予選敗退 |
| トマス・ロメロ   | 男子100mバタフライ | 55秒04 | 46位 | 予選敗退 | 予選敗退 | 予選敗退 | 予選敗退 |